# Rust (Baden)
Rust is een gemeente in de Duitse deelstaat Baden-Württemberg, gelegen in het Ortenaukreis.
Rust telt 4.317 inwoners.

## Europa-Park Resort
In Rust is het Europa-Park Resort te vinden, dit is het grootste thematische attractiepark van Duitsland en een van de populairste pretparken in Europa. Dit park trekt jaarlijks 4,5 miljoen bezoekers en is van groot belang voor de regionale economie. Het park heeft in het hoogseizoen 3000 medewerkers in dienst en zorgt indirect voor 8000 arbeidsplaatsen in de regio. Het pretpark heeft een groot resort met zes hotels en onderdeel van het resort is ook het waterpretpark Rulantica.
Achern ·
Appenweier ·
Bad Peterstal-Griesbach ·
Berghaupten ·
Biberach ·
Durbach ·
Ettenheim ·
Fischerbach ·
Friesenheim ·
Gengenbach ·
Gutach (Schwarzwaldbahn) ·
Haslach im Kinzigtal ·
Hausach ·
Hofstetten ·
Hohberg ·
Hornberg ·
Kappel-Grafenhausen ·
Kappelrodeck ·
Kehl ·
Kippenheim ·
Lahr/Schwarzwald ·
Lauf ·
Lautenbach ·
Mahlberg ·
Meißenheim ·
Mühlenbach ·
Neuried ·
Nordrach ·
Oberharmersbach ·
Oberkirch ·
Oberwolfach ·
Offenburg ·
Ohlsbach ·
Oppenau ·
Ortenberg ·
Ottenhöfen im Schwarzwald ·
Renchen ·
Rheinau ·
Ringsheim ·
Rust ·
Sasbach ·
Sasbachwalden ·
Schuttertal ·
Schutterwald ·
Schwanau ·
Seebach ·
Seelbach ·
Steinach ·
Willstätt ·
Wolfach ·
Zell am Harmersbach